# Bart Lambrecht
Pour les articles homonymes, voir Lambrecht.
Bart Lambrecht, né à Gand (Belgique) le 19 avril 1968 , est un pneumologue belge, prix Francqui en 2014 pour ses recherches en immunologie[réf. nécessaire].